# Sebastian Aho (Eishockeyspieler, 1997)
Sebastian Antero Aho (* 26. Juli 1997 in Rauma) ist ein finnischer Eishockeyspieler, der seit Juni 2016 bei den Carolina Hurricanes in der National Hockey League (NHL) unter Vertrag steht und dort auf der Position des Centers spielt. Mit der finnischen U20-Nationalmannschaft wurde er im Jahre 2016 Weltmeister dieser Altersklasse.

## Karriere
Sebastian Aho spielt seit Anbeginn seiner Karriere für Oulun Kärpät. Bei dem Klub aus der nördlichsten Großstadt der Europäischen Union durchlief er zunächst alle Juniorenklassen. 2014 erhielt er den Yrjö Hakala Award als Rookie of the Year der Nuorten SM-liiga und wurde auch in das Second-All-Star-Team gewählt. Am 14. Februar 2014 kam er erst 16-jährig gegen Porin Ässät zu seinem ersten Einsatz in der Herren-Mannschaft von Kärpät in der Liiga, der höchsten Spielklasse Finnlands und wurde anschließend beim KHL Junior Draft von Sewerstal Tscherepowez in der zweiten Runde als insgesamt 62. Spieler ausgewählt. Im Folgejahr wurde er bereits in 37 Spielen (27 in der Hauptrunde und zehn in den Playoffs) der Liiga eingesetzt und gewann mit seinem Team den finnischen Meistertitel. Beim NHL Entry Draft 2015 wurde er in der zweiten Runde als 35. Spieler von den Carolina Hurricanes gezogen, verblieb aber – wie bereits nach dem KHL Draft im Jahr zuvor – bei seinem Stammverein. 2016 erreichte er die beste Plus/Minus-Bilanz der Liiga-Hauptrunde und wurde dafür mit der Matti Keinonen Trophy ausgezeichnet.
Im Juni 2016 statteten ihn die Carolina Hurricanes mit einem Einstiegsvertrag aus. In seiner ersten NHL-Saison kam Aho auf 49 Punkte, wobei er alle 82 Spiele absolvierte, und platzierte sich damit auf Rang fünf der Rookie-Scorerliste. Im Jahr darauf steigerte er seine Offensivstatistik deutlich auf 65 Zähler und wurde damit zum besten Scorer seines Teams. Gleiches gelang ihm im Folgejahr 2018/19, wobei er mit 83 Scorerpunkten aus 82 Spielen erstmals die Marke von 1,0 Punkten pro Spiel erreichte. In den Stanley-Cup-Playoffs 2019 erreichte er mit den Hurricanes das Conference-Finale und führte deren Scorerliste auch in der post-season an. Zudem wurde er für das NHL All-Star Game 2019 berufen.
Anschließend lief der Vertrag des Finnen aus, sodass er zum Juli 2019 in den Status eines Restricted Free Agent überging. Dies hatte den seltenen Fall zur Folge, dass Aho tatsächlich einen Offer Sheet erhielt, so boten ihm die Canadiens de Montréal einen Fünfjahresvertrag mit einem Gehaltsvolumen von insgesamt 42,27 Millionen US-Dollar. Carolina entschloss sich jedoch, mit diesem Angebot gleichzuziehen, sodass er mit sofortiger Wirkung zu diesen Konditionen an die Hurricanes gebunden wurde. Im Juli 2023 unterzeichnete er dann einen weiteren Achtjahresvertrag in Carolina, der ihm mit Beginn der Saison 2024/25 ein durchschnittliches Jahresgehalt von 9,75 Millionen US-Dollar einbringen soll.

### International
International trat Aho erstmals beim Europäischen Olympischen Winter-Jugendfestival 2013 im rumänischen Brașov, das er mit der finnischen U17-Auswahl gewann, in Erscheinung. Anschließend nahm er 2014 und 2015 an den U18-Weltmeisterschaften teil und erreichte dabei 2015 mit dem finnischen Team die Silbermedaille. Mit der finnischen U20-Auswahl nahm er an den Weltmeisterschaften 2015 und 2016 in dieser Altersklasse teil und wurde 2016 Weltmeister, wozu er als zweitbester Scorer und Torvorbereiter maßgeblich beitrug.
Bei der Euro Hockey Tour 2015/16 gab er sein Debüt in der finnischen Herren-Nationalmannschaft und gewann mit dieser wenig später die Silbermedaille bei der Weltmeisterschaft 2016. Auch bei den Weltmeisterschaften 2017 und 2018 spielte er für Finnland, wobei er das Turnier 2018 in Toren (9) anführte und als bester Stürmer ausgezeichnet sowie ins All-Star-Team gewählt wurde. Zudem vertrat er sein Heimatland beim World Cup of Hockey 2016 und dem 4 Nations Face-Off 2025.

## Erfolge und Auszeichnungen
| - 2014 Yrjö Hakala -palkinto - 2014 Second-All-Star-Team der Nuorten SM-liiga - 2015 Finnischer Meister mit Oulun Kärpät - 2016 Matti-Keinonen-Trophäe | - 2019 Teilnahme am NHL All-Star Game - 2021 NHL-Spieler des Monats April der Central Division - 2022 Teilnahme am NHL All-Star Game - 2024 Teilnahme am NHL All-Star Game |

### International
| - 2013 Goldmedaille beim Europäischen Olympischen Winter-Jugendfestival - 2015 Silbermedaille bei der U18-Junioren Weltmeisterschaft - 2016 Goldmedaille bei der U20-Junioren Weltmeisterschaft - 2016 Silbermedaille bei der Weltmeisterschaft | - 2018 Bester Torschütze der Weltmeisterschaft - 2018 Beste Plus/Minus-Wertung der Weltmeisterschaft - 2018 Bester Stürmer der Weltmeisterschaft - 2018 All-Star-Team der Weltmeisterschaft |

## Karrierestatistik
Stand: Ende der Saison 2024/25

### International
Vertrat Finnland bei:
| - Europäisches Olympisches Winter-Jugendfestival 2013 - Ivan Hlinka Memorial Tournament 2013 - U18-Junioren-Weltmeisterschaft 2014 - Ivan Hlinka Memorial Tournament 2014 - U20-Junioren-Weltmeisterschaft 2015 - U18-Junioren-Weltmeisterschaft 2015 | - U20-Junioren-Weltmeisterschaft 2016 - Weltmeisterschaft 2016 - World Cup of Hockey 2016 - Weltmeisterschaft 2017 - Weltmeisterschaft 2018 - 4 Nations Face-Off 2025 |

(Legende zur Spielerstatistik: Sp oder GP = absolvierte Spiele; T oder G = erzielte Tore; V oder A = erzielte Assists; Pkt oder Pts = erzielte Scorerpunkte; SM oder PIM = erhaltene Strafminuten; +/− = Plus/Minus-Bilanz; PP = erzielte Überzahltore; SH = erzielte Unterzahltore; GW = erzielte Siegtore; 1 Play-downs/Relegation; Kursiv: Statistik nicht vollständig)